# Bitva u Gráníku
Bitva u řeky Gráníkos v květnu roku 334 př. n. l. byla prvním velkým vítězstvím Alexandra Makedonského během jeho tažení proti Perské říši. Na tomto místě, ležícím nedaleko mytické Tróje, porazil Alexandr vojsko perských satrapů Malé Asie doplněných velkým oddílem řeckých žoldnéřů.
Alexandr vpadl do Asie na jaře roku 334 př. n. l. poté, co po zavraždění otce Filipa II. Makedonského konsolidoval své postavení v Řecku a Makedonii. Nejprve překročil u Sestu Hellespont a odtud se pak vydal směrem na jih, vstříc řeckým obcím v Iónii.
Perští satrapové Malé Asie zatím spojili své síly a rozhodli se svést s vojskem makedonského krále bitvu na břehu řeky Gráníkos. Memnón, žoldnéř z Rhodu ve službách perského krále Dareia III., se chtěl vyhnout přímé konfrontaci a místo toho doporučoval uplatnit taktiku spálené země, čímž chtěl Alexandra vlákat do hloubi perské říše, následně ho odříznout a zničit. Jeho návrh byl však satrapy odmítnut.

## Místo bitvy a velikost armád
Makedonci a jejich řečtí spojenci, vedení Alexandrem, postavili do pole přibližně 30 000 pěšáků a 5 000 jezdců. Perští satrapové shromáždili celkem 10 000 perských pěšáků, 8 000 řeckých žoldnéřů a 15 000 perských jezdců. Různé prameny však leckdy uvádějí značně odlišné počty vojáků obou armád. Většinou se však shodují v počtu zhruba 30 - 35 000 mužů na makedonské a 25 - 33 000 na perské straně.
Řeka Gráníkos (dnes Biga), tekoucí do Marmarského moře, byla v místě bitevního pole široká pouze 20 metrů. Satrapové rozmístili své vojsko na kopci na západním břehu řeky, neboť zde byla velice bahnitá půda a navíc břeh stoupal strmě vzhůru, což mělo otupit předpokládaný makedonský útok. Blízkost moře měla Makedoncům znemožnit obejití tohoto perského postavení.

## Bitva
Alexandr prý na Peršany narazil třetího květnového dne při svém postupu z Abydu. Přesný průběh bitvy je z důvodu odporujících si údajů antických pramenů nejasný. Perská jízda byla prý rozestavena na nevhodném terénu na břehu řeky, zatímco pěchota společně s řeckými hoplíty byla umístěna v záloze. Alexandr si zřejmě okamžitě povšiml nerozumného bitevního uspořádání nepřítele. O dalším průběhu střetu existují různé zprávy, podle nichž Alexandr buď okamžitě zaútočil na nepřítele, anebo nejprve v noci překročil řeku proti proudu a napadl Peršany až za úsvitu následujícího dne (jak navrhoval Alexandrův generál Parmenion).
Každopádně část perské jízdy byla v kontaktu s prvními příchozími Makedonci. Alexandr se svými druhy (hetairoi) podnikl krycí útok, zatímco zbytek jeho jízdy zajišťoval formující se makedonskou pěchotu. Ve středu makedonské linie byla rozmístěna těžká pěchota s jízdou po obou křídlech.
Bitva začala klamným útokem makedonské jízdy a lehké pěchoty na levém křídle, jemuž velel Parmenion. Peršané svými zálohami ihned posílili tuto stranu své linie a Makedonci byli zatlačeni zpět. V tomto okamžiku ale Alexandr v čele svých hetairoi útočících v jejich klasické klínové formaci vnikl do středu perské sestavy. Peršané podnikli protiútok oddílem jízdy tvořené šlechtici. V následném zuřivém boji Alexandr a jeho spolubojovníci zabili mnoho vysoce postavených perských velmožů, třebaže sám Alexandr byl přitom omráčen sekerou vrženou jedním z nich. Předtím než mohl Peršan dokončit svůj smrtící úder, byl ale zabit Kleitem, který tak Alexandrovi zachránil život.
Makedonská jízda se pak stočila doleva a začala pomalu zatlačovat Peršany, kteří byli stále zaneprázdněni levou stranou makedonské linie. Vzniklou výduť využila makedonská pěchota k útoku proti méně kvalitním perským pěšákům stojícím v týlu perské linie. Zhroucení střední části fronty vyvolalo paniku v řadách perské jízdy na křídlech, která se následně vzdálila z bojiště. Svou jízdou opuštěná perská pěchota se poté obrátila na útěk, při němž byli ale mnozí perští vojáci pobiti.

## Následky bitvy
Celkové ztráty Makedonců činily jen asi 100–200 mužů (což je ale současnými historiky silně zpochybňováno). 2 000 Peršanů upadlo do zajetí a kolem 1 000 jezdců a 3 000 pěšáků v boji padlo, většina z nich na útěku.
Na perské straně bojující řečtí žoldnéři, kteří do samotné bitvy téměř vůbec nezasáhli, dopadli ještě hůře. Navzdory jejich původu je Alexandr nechal zmasakrovat a ti, které ušetřil, byli odvedeni jako otroci do dolů v Pangaionu, aby napříště už žádný Řek nepozvedl zbraň proti jinému Řekovi. Tento Alexandrův brutální čin však přispěl k tomu, že řečtí žoldnéři v perských službách bojovali v dalších bitvách proti Makedoncům obzvlášť zarputile.
V bitvě u Gráníku byl Alexandr nejblíže smrti za celou dobu tažení proti Persii. Perský král Dareios III. po této bitvě pochopil, že makedonské vojsko je silou, kterou bude třeba brát vážně. Okamžitým důsledkem makedonského vítězství bylo osvobození řeckých obcí v Malé Asii, čímž si Alexandr zabezpečil předmostí pro svá další tažení na východ.